# 리펑
리펑(중국어 간체자: 李鹏, 정체자: 李鵬, 한자음: 이붕, 1928년 10월 20일~ 2019년 7월 22일)은 중화인민공화국의 정치인으로 1987년부터 1998년까지 제4대 국무원 총리를 지냈다.  그후에 1998년부터 2003년까지 전국인민대표대회 상무위원회 위원장을 지냈다.
1990년대의 대부분 동안 리펑은 중국공산당에서 가장 권력적인 인물이었다.  그는 당의 최고 지도자 장쩌민의 만으로 두번째였다.  그는 2002년 자신이 정계 은퇴할 때까지 중국공산장의 주요 의사결정위원회에 머물었다. 
리펑의 부친은 처형을 당한 초기 공산당 혁명가였다.  이후에 리는 매우 중요한 공산당 지도자 저우언라이와 그의 부인에 의하여 양육되었다.  리펑은 소련에서 공학을 전공하고 중화인민공화국의 동력 산업에서 일했다.  그는 정치적 계급을 통하여 상승하고 1987년 국무원 총리가 되었다.
총리로서 리펑은 1989년 천안문 사건에서 시위들이 일어난 동안 중화인민공화국에서 주요 인물이었다.  그는 시위들을 끝내는 데 군사력을 지지하였다.  그는 계엄령을 선포하고 다른 지도자들과 함께 학생 시위자들에 군사 활동을 명령하였다.  이 사건은 많은 사상자를 내었다.  리펑은 중화인민공화국의 경제로 더욱 전통적 접근에 호의를 가졌다.  그는 90세의 나이에 베이징에서 사망하였다.

## 초기 생애와 교육
상하이 프랑스 조계에서 리위안펑(李远芃)이란 본명으로 태어났으며 그의 가족은 원래 쓰촨성 청두에서 왔다.  그의 부친 리옌쉰은 중국공산당의 첫 당원들 중의 하나였으며 모친 자오쥔타오도 또한 초기 공산당원이었다.
1931년 리펑의 부친이 중국국민당에 의하여 사로 잡히고 처형을 당했다.  1939년 리펑은 상급 공산당 지도자 저우언라이의 부인 덩잉차오를 만났고 그녀는 그를 저우언라이에게 데려갔다.  1941년 리펑이 12세였을 때 저우언라이는 그를 공산장 기지 옌안으로 보냈다.  리는 거기서 1945년까지 공부하였고 1945년 17세의 나이에 중국공산당에 입당하였다. 

### 소련 유학
1941년 리펑은 옌안 자연과학 연구소에서 수학하였다.  1948년 그는 소련의 모스크바 동력 대학교로 보내졌으며 수력 발전 공학에서 전문적이었다.  1954년에 졸업한 리펑은 소련에 있던 동안 거기서 중국 학생 협회를 지도하였다.

## 동력 산업과 정치에서 경력
1955년 리펑이 귀국했을 때 중국공산당이 통치에 있었다.  그는 둥베이 지방에서 동력 산업에서 일하기 시작하였다.  기술적 역할에 시작한 그는 그러고나서 관리부로 옮겼다.  문화대혁명이 일어난 동안 그는 도시의 동력부를 이끄는 데 베이징으로 이주하였다.
그는 탕산에 있는 투허 발전소 같은 중요한 발전소들을 건설하는 도움을 주었다.  1976년 그는 지독한 탕산 대지진 후에 전력 복구를 위한 노력을 주도하였다.

### 정부에서 상승
1970년대 후반에 덩샤오핑이 중화인민공화국의 지도자가 된 후 리펑의 정치 경력은 빠르게 전진하였다.  1979년과 1983년 사이에 그는 부총리, 그러고나서 동력부장을 지냈다.  1982년부터 1983년까지 그는 또한 수자원 보존 및 동력부의 부부장이기도 했다.  그의 빠른 상승은 나이가 든 당의 지도자 천윈의 지지로 부분적이었다.
1982년 리펑은 중국공산당 중앙위원회에 가입했으며 이것은 공산당에서 주요 단체이다.  1985년 그는 국가 교육 위윈회의 부장이 되었다.  그는 또한 중국공산당 중앙정치국 상무위원회와 공산당 서기로 선출되기도 했다.  1987년 리펑은 매우 권력적인 중국공산당 중앙정치국 상무위원회의 일원이 되었다.

## 총리 시절

### 국무원 총리로 선출
1987년 11월 리펑은 자오쯔양이 승진된 후에 국무원 총리 권한 대행이 되었고 1988년 3월 공식적으로 국무원 총리로 선출되었다.  이것은 그를 위하여 큰 단계였다.  리펑의 승진은 공산당의 리더십에서 변화들 때문에 부분적이었다.
1980년대 동안 중화인민공확국은 많은 도전들을 향했다.  이것들은 정치적 불일치, 사회 문제와 가격 상승을 포함하였다.  리펑은 이 문제들에 전념하여 중화인민공화국이 얼마나 빠르게 변해야 하는 것에 관한 논의들에 활동적인 역할을 택하였다.  그는 더욱 강한 정부가 경제를 통제하는 것을 믿었다.

### 천안문 사건
1989년 천안문 사건이 전 공산당 지도자 후야오방의 사후에 시작되었다.  많은 국민들은 그가 더욱 개방적인 정책들을 지지한 것으로 그의 직위로부터 제거되었다고 믿었다.  베이징에서 학생들은 경제적 그리고 정치적 변화들을 위하여 시위들을 시작하였다.  이 시위들은 큰 운동으로 자라났으며 다른 중화인민공화국의 도시들에서 일어났다.
어떤 시위자들은 최고 계급 공무원들의 자녀들의 재산에 반대하였다.  국민들은 이 공무원들의 자녀들이 불공평하게 재산을 얻은 것 같은 느낌이 들었다.  리펑의 가족은 어쩌다 이 논의들에 언급되었다.
1989년 4월 26일 〈인민일보〉에서 기사는 시위들을 "대소동"으로 불렀다.  이것은 많은 시위자들을 화나게 하고 그들의 요구들을 더욱 강하게 만들었다.  리펑은 시위자들과 협상하는 데 거부하였고 그들에 의하여 가장 싫어했던 공무원들 중의 하나가 되었다.
리펑은 시위들을 끝내는 데 군사력 이용을 강하게 지지하였다.  다른 지도자들로부터 지지를 얻은 후, 그는 5월 20일 베이징에서 계엄령을 선포하였다.  이 시위들은 6월 3일부터 4일까지 군사에 의하여 끝났다.  많은이들이 이 사건 동안 사망하였으며 이후에 리펑은 탄압이 중화인민공화국에서 공산주의의 미래를 위하여 중요했다고 말했다.

### 권력 유지

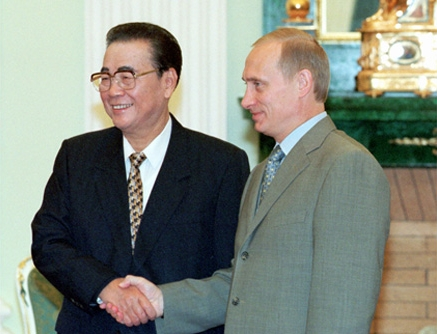
러시아의 블라디미르 푸틴 대통령과 함께 (2000년)

천안문 사건 탄압이 중화인민공화국의 이미지를 위하여 어려운 사건이었음에도 마저 리펑은 권력적으로 남아있었다.  지도자들은 그를 제거하는 것은 그들이 실수한 것으로 제안하는 것으로 믿었다.  높은 직위에서 그를 지키면서 중화인민공확국은 그것이 안정적이고 통합된 것을 보여주었다.
시위들 후에 리펑은 느린 경제 성장과 가격 통제로 프로그램을 지도하였으며 더욱 많은 경제적 통제를 정부로 도로 가져온는 데 목표를 두었다.  그는 또한 어떤 산업들에 세금을 늘였다.
1993년 리펑은 심근 경색에 걸렸으며 경제적 변화의 강한 지지자였던 주룽지에게 어떤 영향력을 잃기 시작하였다.  리펑은 그해 국무원 총리로서 재임명되었으나 1998년 주룽지가 결국적으로 총리직을 차지하였다.
총리로서 자신의 세월 동안 리펑은 2개의 매우 큰 프로젝트들을 시작하였다.  1994년 그는 싼샤 댐의 건설을 시작하였고 또한 선저우 유인 우주 프로그램을 위한 준비들을 시작하였다.  프로젝트들은 둘다 매우 비쌌고 중화인민공화국과 세계를 걸쳐 많은 논의를 일으켰다.
1994년 중화인민공화국 정부 수반으로서 처음으로 대한민국을 방문하여 김영삼 대통령과 회담을 가졌다.

## 전국인민대표대회 상무위원회 위원장
1998년까지 총리로서 남아있었던 리펑은 자신의 두번째 기간 후에 전국인민대표대회 상무위원회의 위원장이 되었다.  이 직위는 가장 의례적이었다.  그는 자신의 시간의 거의를 자신의 일생의 업무로 숙고했던 샨사 댐에 전념하였다.  댐에서 그의 흥미는 공학자로서 그의 배경을 보여주었다.

## 이후의 일생과 유산
2003년 정계 은퇴 후에 리펑은 아직도 어떤 영향력을 가졌다.  하지만 그의 영향력은 시간이 지남에 따라 감소하였다.  그는 가끔 부패, 특히 자신의 가족에 관하여 논의들로 연결되었다.  그의 대중 이미지는 천안문 사건으로 강하게 연관되어 이 때문에 그는 많은 중화인민공화국 국민들과 인기가 없었다.
리펑은 1990년대의 거의를 큰 동력 회사 중화인민공화국 국가전력공사를 확장시키는 데 보냈다.  이 회사는 그의 친척들에 의하여 운영되었다.  어던이들은 중화인민공화국의 동력 산업을 "가족 기업"으로 바꾼 것으로 그를 기소하였다.  이 회사는 중화인민공화국의 동력의 큰 부분을 통제하였다.  리펑의 정계 은퇴 후에 중화인민공화국 정부는 그의 동력 회사를 5개의 작은 것들로 분배하였다.
2010년 리펑의 자서전 〈중요한 순간 - 리펑의 일기〉가 출판되었다.  그것은 1989년 천안문 사건 동안 그의 활동들을 담았다.  평론가들은 그것은 탄압을 위하여 그의 책임을 줄이려고 했다고 말했다.  2017년 리펑은 자신의 마지막 공개적 출연을 이루었다.
2019년 7월 22일 90세의 나이로 사망하였다.  그는 베이징에서 치료를 받고 있었다.  7월 29일 국장으로 치루어진 후에 그는 화장되었다.

## 가족
1958년 리펑은 주린에게 결혼하였으며 부부는 3명의 자녀 - 리샤오펑, 리샤오린과 리샤오융을 두었다.  리샤오융은 조부가 공산당 베테랑이었던 여샤오얀에게 결혼하였다.
리펑의 자녀들은 그의 최고 계급으로부터 혜택을 받았다.  리샤오펑과 리샤오린은 중화인민공화국에서 큰 동력 회사들을 경영하였다.  어떤이들은 그런 권력적인 가족 운영의 기업들로 중화인민공화국이 좋은지 의문을 품었다.  리샤오펑은 이후에 산시성에서 정치인, 그러고나서 교통운수부장이 되었다.  리샤오린은 다른 역할로 옮겨가지 전에 동력 회사에서 최고경영자였다.